# Kato Pirgos
Kato Pirgos (gr. Κάτω Πύργος) – wieś w Republice Cypryjskiej, w dystrykcie Nikozja. W 2011 roku liczyła 1036 mieszkańców.